# انحباس الحبوب

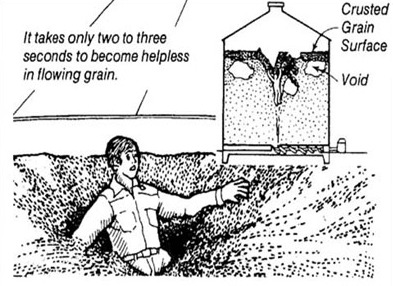
رسم توضيحي لإدارة السلامة والصحة المهنية بالولايات المتحدة يوضح انحباس الحبوب

يحدث انحباس الحبوب ، أو غمر الحبوب ، عندما يغمر الشخص في الحبوب ولا يستطيع الخروج دون مساعدة. يحدث هذا في أغلب الأحيان في صوامع الحبوب وغيرها من مرافق التخزين مثل الصوامع أو مصاعد الحبوب، أو في مركبات نقل الحبوب، ولكن من المعروف أيضًا أنها تحدث حول أي كمية كبيرة من الحبوب، حتى الأكوام المستقلة في الهواء الطلق. عادة، تنهار الحبوب غير المستقرة فجأة، مما يؤدي إلى دفن العمال الذين قد يكونون بداخلها كليًا أو جزئيًا. يحدث الدفن عندما يكون الضحايا مغمورين بالمياه جزئيًا ولكنهم لا يستطيعون إزالة أنفسهم؛ يحدث الغمر عندما يكونو مدفونين بالكامل داخل الحبوب.  الغمر لديه معدل وفيات مرتفع للغاية. 
ورغم أن معدل الوفيات الناجمة عن حوادث أماكن العمل في المزارع الأميركية انخفض في العقود الأولى من القرن الحادي والعشرين، فإن الوفيات الناجمة عن انحباس الحبوب لم تنخفض، حيث بلغت أعلى مستوى سنوي على الإطلاق عند 31 حالة وفاة في عام 2010. وكان العديد من هؤلاء الضحايا من القُصَّر. وعملت المنظمات الزراعية على حمايتهم وتحسين تقنيات الإنقاذ، فضلا عن نشر الوعي بين المزارعين بطرق الوقاية. ومن بين هذه القوانين الفيدرالية التي تحظر فتح المثقاب أو أي فتحة أخرى في الجزء السفلي من منشأة تخزين الحبوب بينما من المعروف أن شخصًا ما "يسير في الحبوب" بداخلها.
ومع ذلك، فإن المزارع العائلية الصغيرة معفاة من معظم لوائح العمل الفيدرالية الخاصة بالزراعة، ولا توجد لوائح سلامة تحكم الأطفال الذين يعملون لدى والديهم. وفي عام 2011، اقترحت وزارة العمل الأميركية لوائح تنظيمية جديدة شاملة كان من شأنها أن تغير هذا الوضع، وتحظر على العمال القاصرين دخول الصوامع، من بين أحكام أخرى. وتم سحبها بعد احتجاجات المزارعين والسياسيين من كلا الحزبين الأمريكيين.

## الحادثة
لا أتذكر حتى مدى ارتفاع الذرة. لقد نزلت و تمكنت مني دون سابق إنذار.كان الأمر سريع جدًا، كثيرًا، ولا أحب أن أتذكره.
في بعض منشآت معالجة الحبوب، يقوم الموظفون "بالسير على الحبوب" فوقها لتسريع تدفق الحبوب من الأعلى عندما يُسمح لها بالتدفق من الأسفل. وهذا هو السبب الأكثر شيوعاً لانحباس الحبوب. تحظر اللوائح الصادرة عن إدارة السلامة والصحة المهنية بالولايات المتحدة (OSHA) هذا على وجه التحديد في المنشآت التجارية الأكبر الخاضعة لها؛ معظم المزارع الصغيرة ليست كذلك. قد يكون من الضروري أيضًا الدخول إلى منشأة تخزين الحبوب لإزالة الحبوب الرطبة والمتكتلة (عادةً بسبب التلف المبكر) العالقة على الجدران. كما وقعت فخاخ للأطفال في مركبات نقل الحبوب، أو لأولئك الذين بالخارج عندما يتم إطلاق الحبوب من منشأة التخزين أو بجوار أكوام الحبوب الكبيرة القائمة بذاتها.: 5–6
يمكن أن يعلق العاملون في الحبوب بثلاث طرق مختلفة: قد يكون السطح المستقر ظاهريًا في الواقع "جسر حبوب" فوق منطقة استقرت الحبوب تحتها بالفعل؛ كتلة عمودية من الحبوب المستقرة على الحائط قد تتفكك فجأة أثناء إزالتها؛ لن تتحمل الحبوب المتحركة وزن الشخص العادي.
بمجرد أن يبدأ الانحباس، يحدث ذلك بسرعة كبيرة بسبب عمل الحبوب الشبيه بالشفط. وجد باحثون في ألمانيا أن الشخص العادي الذي غرق في الحبوب بمجرد توقفها عن التدفق لا يمكنه الخروج إلا طالما لم يصل إلى مستوى الركبة؛ مطلوب مساعدة على مستوى الخصر. وبمجرد وصول الحبوب إلى الصندوق، يجب القيام بجهود إنقاذ رسمية.
نصف ضحايا الفخ يصبحون في النهاية محاصرين. يستغرق جسم الإنسان الموجود في الحبوب ثوانٍ ليغرق، ودقائق ليختنق، وساعات لتحديد مكانه والتعافي منه. أظهرت الجثث التي تم انتشالها علامات الصدمة الناتجة عن قوة حادة من تأثير الحبوب؛ عُثِر على ضحية واحدة مصابة بخلع في الفك.
على عمق 1.5 متر (5 قدم)، يبلغ الضغط الجانبي للحبوب، كما تم قياسه تجريبيًا بواسطة خلايا الحمل الموضوعة على جدران الصناديق، 5-7 كيلوباسكال (0.73-1.02 رطل لكل بوصة مربعة)؛ عند 12 مترًا (40 قدمًا) تبلغ 20-30 كيلو باسكال (2.9-4.4 رطل لكل بوصة مربعة)، والذي يبدو أنه الحد الأقصى. في حين أن هذه الضغوط أقل من ضغط الماء عند الأعماق المكافئة، إلا أنها عبارة عن قياسات للضغط النشط على جدران الصناديق بدلاً من الضغط السلبي الذي قد يتعرض له الجسم، والذي يكون دائمًا أكبر.: 9–10  الضحية المحاصرة أفقيًا تواجه ضغوطًا أكبر، 30 كيلو باسكال ( 4.4 رطل لكل بوصة مربعة) عند 1.5 متر (5 قدم) و90 كيلو باسكال (13 رطل لكل بوصة مربعة) عند 12 مترًا (40 قدمًا).
وهذا الضغط يمكن أن يجعل التنفس صعبًا حتى عندما يكون مجرى الهواء للضحية خاليًا من العوائق؛ فهو يزداد مع كل شهيق، مما يزيد من أهمية تأمين مساحة للتنفس للضحية في تلك الحالة. لقد تم تشبيهه بالخرسانة أو الأسمنت أو الرمال المتحركة. ووصف بأنه يجعل من المستحيل حتى تحريك أصابع القدم داخل الحذاء أو الحذاء؛ قال أحد الناجين إنه شعر كما لو أن "شاحنة نصف وزنها 80 ألف رطل (36 طنًا) كانت متوقفة على صدره". كما أن الضغط يجعل من الصعب دوران الدم، مما يقلل من وصول الأكسجين إلى الخلايا ويزيد من كمية السموم في النظام.
نادرًا ما يحدث الاختناق بسبب وزن الحبوب، بل بسبب الحبوب نفسها.: 8  إذا بقي مجرى الهواء لدى الضحية دون عائق، أو وجد جيبًا هوائيًا داخل الحبوب، فقد يتمكن من الاستمرار في التنفس ويتم إنقاذه؛ إن مسامية الحبوب المخزنة بنسبة 40-60% تجعل ذلك ممكنًا من الناحية النظرية على الأقل. وفي إحدى الحالات، تمكن شخص محاصر من البقاء على قيد الحياة لمدة ثلاث ساعات. في عام 2013، كان رجل من ولاية أيوا يرتدي قناعًا يعمل بالبطارية يعمل على تصفية الغبار، نتيجة إصابته بالربو، وقد غمر قدمين (61 سم) تحت سطح 22000 بوشل أمريكي (780 مترًا مكعبًا) من الذرة في 80000 بوشل أمريكي. (2,800 م3) حاوية. مكنه قناع التنفس من البقاء على قيد الحياة، حيث انجرف داخل وخارج وعيه لمدة خمس ساعات حتى تم إنقاذه عن طريق تجفيف سلة المهملات ببطء بعد فشل محاولات سحبه عبر الحبل الذي كان مربوطًا به. في ذلك الوقت، كان معدل ضربات قلبه 173 نبضة في الدقيقة، وهو قريب من الحد الأقصى. تم إدخاله إلى المستشفى لمدة يومين بعد ذلك.

## الانقاذ
.هناك عدة عوامل تؤدي إلى تعقيد عملية إنقاذ ضحايا لانحباس في الحبوب حتى لو ظلت رؤوسهم فوق مستوى سطح البحر. وتقع معظم مرافق تخزين ومناولة الحبوب في المزارع في المناطق الريفية، وغالبًا ما تكون بعيدة عن رجال الإنقاذ المدربين مثل خدمات الإطفاء أو الإسعاف. وهي أيضًا مساحات ضيقة، مما يشكل خطرًا على رجال الإنقاذ.
وأهمها الهواء الداخلي. يتراكم ثاني أكسيد الكربون أو الغازات السامة، مثل أكاسيد النيتروجين، من الحبوب الفاسدة. يمكن أن تسبب الاختناق بتركيزات كبيرة بما فيه الكفاية دون تهوية مناسبة للمنطقة. يمكن أن يحتوي الغبار أيضًا في بعض الأحيان على قوالب أو جراثيم قد تكون سامة: 6  أو تسبب ردود فعل تحسسية.: 10  هناك حالة واحدة موثقة واحدة على الأقل للمستجيب الأول الذي يحتاج إلى علاج نتيجة لهذا الاستنشاق؛ يُنصح رجال الإنقاذ بارتداء أقنعة الغبار على الأقل أو حتى أجهزة التنفس المستقلة (SCBA).: 10
تنصح جامعة ولاية داكوتا الشمالية (NDSU) المزارعين أنه بمجرد حدوث الانحباس، بالإضافة إلى إخطار خدمات الطوارئ المحلية على الفور، يُطلب من العمال في المنشأة إغلاق أي شيء يسبب الحركة في الحبوب، أو إغلاق أي منفذ. يؤدي تشغيل مروحة التهوية، دون تنشيط أي مصدر للحرارة، إلى تحسين التهوية. تحذر NDSU رجال الإنقاذ من الحرص على عدم جعل الوضع أسوأ، وعدم اتخاذ أي إجراء من شأنه أن يؤدي إلى وقوعهم في شرك أو غمرهم. مطلوب معدات السلامة المناسبة، مثل شريان الحياة، لعملية الإنقاذ. ينصح الخبراء بعدم السير على سطح الحبوب لأكثر من شخصين في أي وقت.: 11

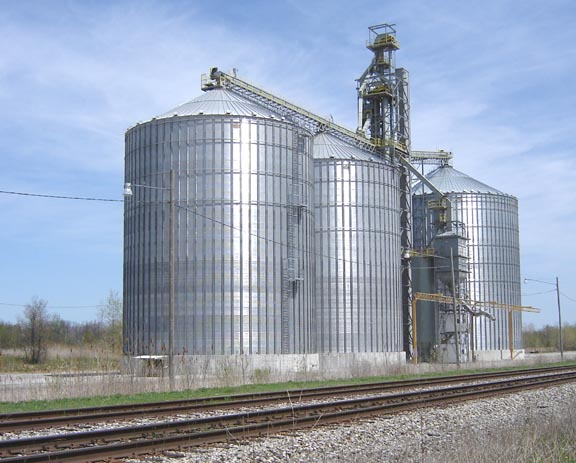
تحدث معظم الفخاخ في صناديق الحبوب المشابهة لهذه